# Schlachthof Magdeburg

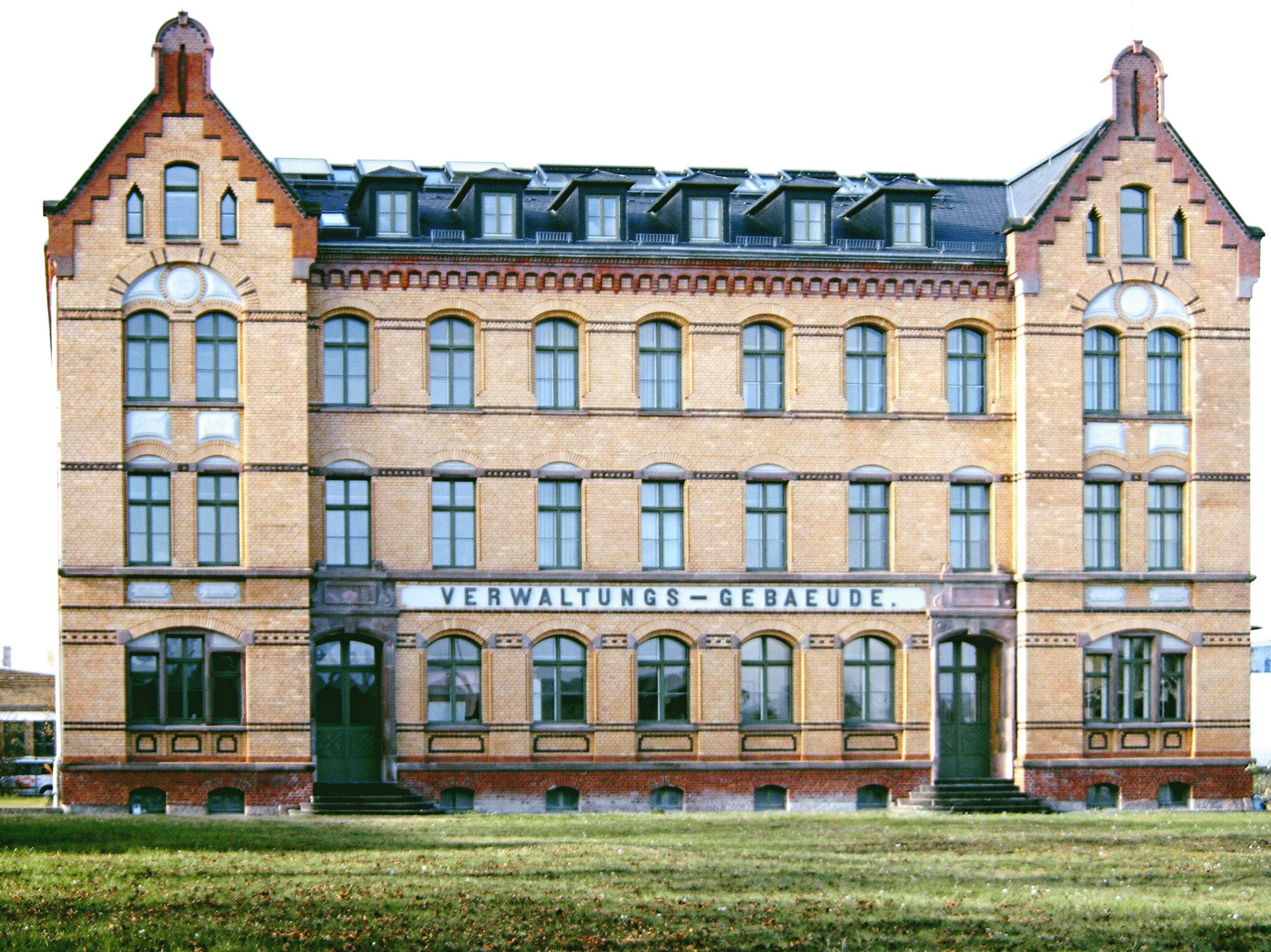
Verwaltungsgebäude des Schlachthofes (Haus 29)

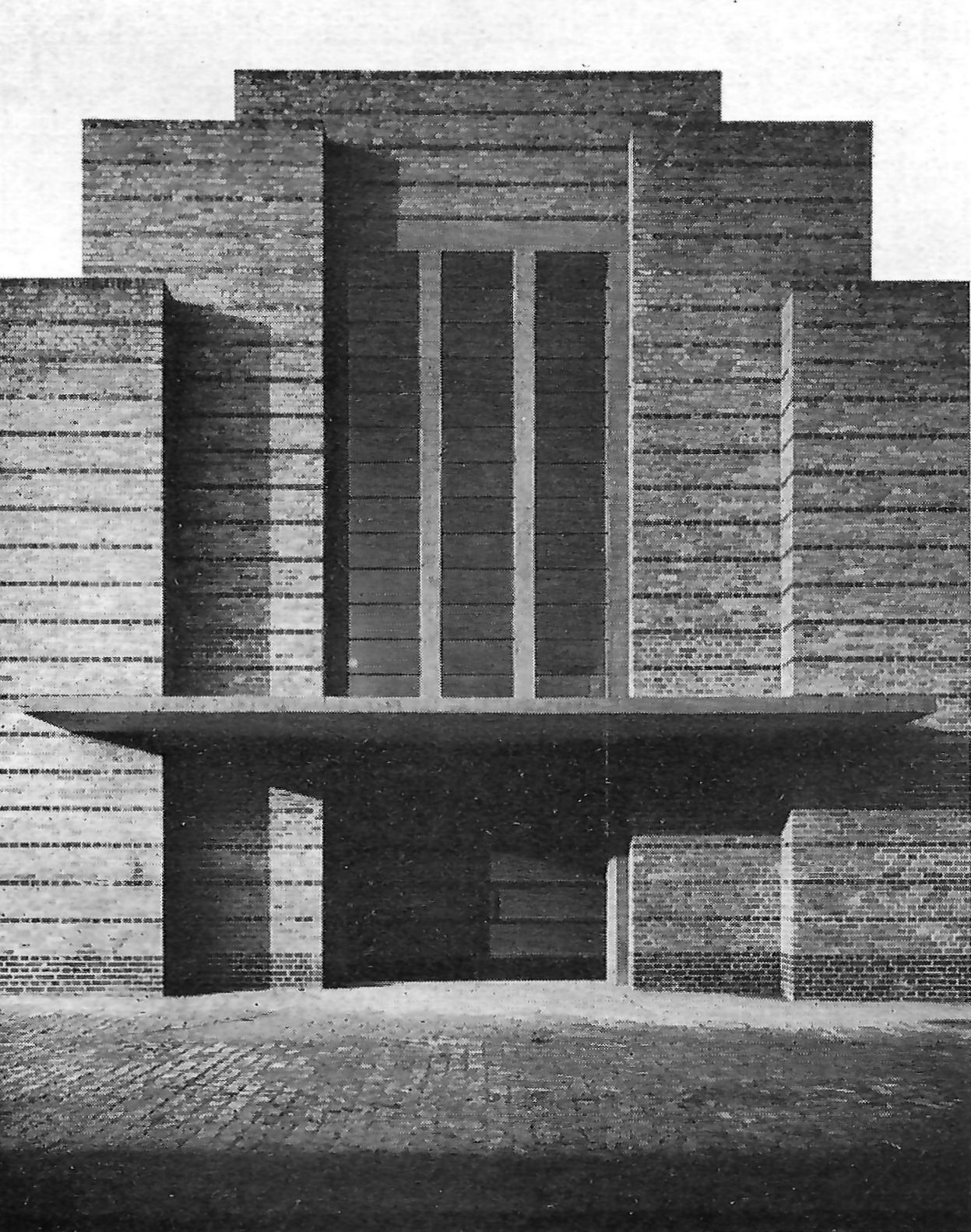
Viehmarkthalle des Schlachthofs, 1926

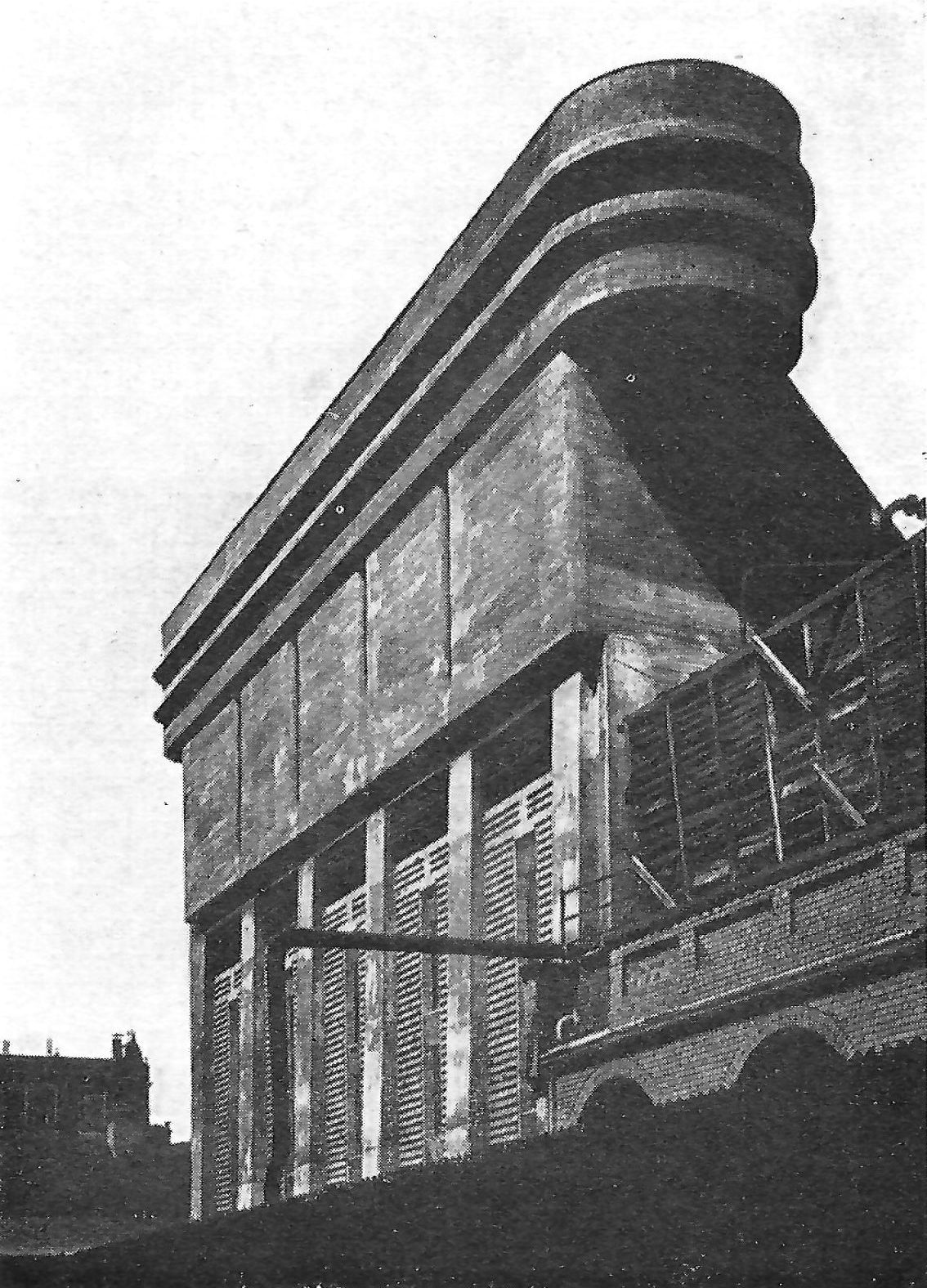
Kohlebunker, 1924

Der Schlachthof Magdeburg war der zentrale städtische Schlachthof der Stadt Magdeburg. Heute ist das immer noch als Schlachthof bezeichnete Gelände ein durch Gewerbeansiedlungen geprägtes Gebiet mit einer Mischnutzung aus Wohn- und Gewerbeflächen. Hierbei werden einige der zum Teil unter Denkmalschutz stehenden alten Gebäude der Schlachthofanlage genutzt. Die Gesamtanlage ist ein wichtiges Zeugnis der Industriearchitektur.

## Geschichte
Bis zum Ende des 19. Jahrhunderts dominierte in Magdeburg die Hausschlachtung. Aufgrund der damit einhergehenden ungünstigen hygienischen Verhältnisse plante die Stadt bereits 1863 die Errichtung eines städtischen Schlachthofes. Durch die engen Platzverhältnisse der durch einen Festungsgürtel eingeschnürten Altstadt fand sich jedoch kein geeigneter Platz.
Durch die preußischen Schlachthausgesetze (Erlasse von 1868 und 1881) wurde dann ein Schlachthauszwang erlassen. Auch in Magdeburg war daher der Bau eines städtischen Schlachthofes erforderlich. Da die Rayonsbestimmungen der Festungsanlagen gelockert wurden, entschied man sich für den Bau des Schlachthofes auf einem 11 Hektar großen städtischen Grundstück vor den Festungsanlagen, welches über einen Eisenbahnanschluss verfügte.
Der Baubeginn fand 1889, die Eröffnung am 29. Mai 1893 statt. Das Bauensemble war geprägt durch gelbe Ziegelbauten mit Stahldachkonstruktionen. Die Gestaltung der Gebäude erfolgte reduziert historisierend. Diese für die damalige Zeit modernen Pläne stammten von Stadtbaurat Otto Peters und Stadtbauinspektor Reinhard Beer. Es entstanden verschiedene Viehmarkthallen, Schlachthäuser, Stallgebäude, eine Viehbörse und ein dreistöckiges Verwaltungsgebäude.
Ab 1924 fand unter Leitung des Stadtbaurates Johannes Göderitz eine Erweiterung des Schlachthofes statt. Die Erweiterung war aufgrund der deutlich gestiegenen Einwohnerzahl Magdeburgs erforderlich geworden. Göderitz schuf Gebäude, die die traditionelle gelbe Ziegelbauweise aufnahmen und mit den modernen Formen und Materialien des Neuen Bauens verband, so insbesondere der Stahlbetonbauweise. Es entstanden diverse Anbauten, ein Kohlebunker und Beamtenwohnhäuser in der Schlachthofstraße. In der nordöstlichen Ecke des Geländes entstand ein Kühlhaus.
Der Schlachthof war für fast 100 Jahre bis Ende 1991, die Abteilung Zerlegung bis 1993 in Betrieb. Nach Einstellung des Schlachtbetriebs wurden einige Gebäude an neue Nutzer vermietet. Andere Gebäudekomplexe verfielen. Im Januar 1997 übernahm die gewerbegrund Projektierungsgesellschaft mbH München das Gelände. Es entstand in Zusammenarbeit mit der Stadt ein neues Gesamtkonzept, welches eine gemischte Nutzung aus Wohnen und Gewerbe vorsieht. Diverse der alten unter Denkmalschutz stehenden Gebäude wurden saniert und erhielten neue Nutzungszwecke. So wurden das alte Laborgebäude (Haus 42) und das Verwaltungsgebäude (Haus 29) zu modernen Bürogebäuden. Die alten Schweineställe (Haus 21) wurden zu Werkstätten und Lagerräumen. Andere Gebäude wurden abgerissen. Durch die Ansiedlung eines großen Kaufland-Einkaufsmarkts in der ehemaligen Schweinemarkthalle wurde das Gebiet stark belebt.
Einige der alten Werksstraßen wurden zwischenzeitlich zu öffentlichen Straßen. So benannte der Stadtrat die Straßen Zur Viehbörse, Zum Handelshof und Johann-Gottlieb-Schoch-Straße.

## Lage/Gliederung der Anlage
Die Anlage befand sich an der Liebknechtstraße 35, ist heute jedoch durch die ehemaligen Werksstraßen erschlossen.
Die Gebäude des Schlachthofes waren kreuzförmig angelegt. Dies war bedingt durch den Viehtrieb, der von Süden nach Norden erfolgte, und die Gliederung der Anlage in einen Viehhof im Osten und einen Schlachthof im Westen.